# Inca céleste
Coeligena coeligena
Espèce
Statut de conservation UICN

 LC  : Préoccupation mineure
Statut CITES
L'Inca céleste (Coeligena coeligena) est une espèce de colibris.

## Répartition
Cet oiseau est présent en Bolivie, Colombie, Équateur, Pérou et Venezuela.

Carte de répartition de l'espèce

## Habitats
Ses habitats sont les forêts tropicales et subtropicales humides de basses et hautes altitudes. On la trouve aussi dans les plantations agricoles.

## Sous-espèces
D'après Alan P. Peterson, cette espèce est constituée des six sous-espèces suivantes :
- Coeligena coeligena boliviana (Gould, 1861) ;
- Coeligena coeligena coeligena (Lesson, 1833) ;
- Coeligena coeligena columbiana (Elliot, 1876) ;
- Coeligena coeligena ferruginea (Chapman, 1917) ;
- Coeligena coeligena obscura (Berlepsch & Stolzmann, 1902) ;
- Coeligena coeligena zuliana W.H. Phelps & W.H. Phelps Jr, 1953.